# Belle giovani e perverse
Belle giovani e perverse è un film del 1950, diretto da Bernard Vorhaus e Edgar G. Ulmer. 

## Trama
Il dottor John J. Jason, psichiatra, viene assunto presso un riformatorio femminile. Egli non tarda ad accorgersi che la struttura presenta caratteri anomali essendo diretta da una persona come Riggs, che non bada se non alla regolarità burocratica del proprio ruolo, disinteressandosi del reale benessere delle recluse, coaudiuvato dalla signora Beuhler, di ingegno imitato, ed un poco sadica. Solo Ruth Levering, collaboratrice della casa di cura/reclusione appare prestare attenzione alla sorte delle ragazze internate, ma ella appare restia a denunciare gli eventuali abusi della direzione, timorosa com'è di perdere il proprio posto di lavoro.
Le "ospiti" del riformatorio sono sottoposte a turni di lavoro ampiamente illegali, e per di più sono soggette a punizioni crudeli ed inusuali. Jason riesce ad ottenere il controllo clinico dell'istituzione, ma non ad evitare che Dolores, una delle recluse, a seguito di un ennesimo trattamento crudele da parte di Beuhler, si tolga la vita.
Nella requisitoria che ne segue, il dottor Jason riesce a fatica ad ottenere la testimonianza risolutiva da parte di altre internate nel riformatorio, ancora sotto le minacce di ritorsione da parte della direzione.

## Produzione
Vorhaus concepì l'idea per il film dopo aver letto un articolo di giornale in cui si riferiva degli abusi compiuti in un riformatorio femminile: in seguito il regista e lo sceneggiatore Jean Rouverol hanno visitato diverse istituzioni per rendersi conto della situazione. Inizialmente accolto di buon grado il progetto del film da parte della casa di produzione, in seguito a contrasti successivi si verificò un graduale disinteresse per il lavoro di Vorhaus e Rouverol.
Girato di conseguenza con un budget molto ristretto, le riprese sono state effettuate in aree del Connecticut, a Manhattan, Yonkers, e Long Island. Un'istituzione ebraica per ciechi ed anziani nello stato di New York è stata usata per ambientarvi la fittizia Elmview Corrections School del film.
Nel film rivestono il loro primo ruolo di una certa importanza Anne Francis, Rita Moreno, e Anne Jackson.

## Accoglienza
Turner Classic Movies ha descritto come "tiepida" l'accoglienza riservata a Belle giovani e perverse, in quanto le tecniche caratteristiche della cinematografia indipendente non riscuotevano negli anni '50 il medesimo interesse che avrebbero sortito in seguito. Alcuni critici accusarono il film di essere un plagio di Prima colpa, uscito ad un giorno di distanza.